# ローヒト・シェッティ
ローヒト・シェッティ（Rohit Shetty、1973年3月14日 - ）は、インドの映画監督、映画プロデューサー、テレビ司会者。

## 家族
父M・B・シェッティはヒンディー語映画、カンナダ語映画で活動した俳優・スタントマンであり、母ラトナ・シェッティはヒンディー語映画の技術スタッフだった。ローヒトには4人の兄弟がいる。

## キャリア

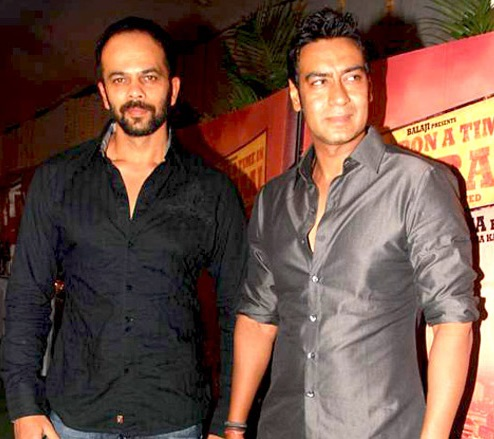
ローヒト・シェッティとアジャイ・デーヴガン

17歳の時にクク・コーリの『Phool Aur Kaante』で助監督を務め、映画界でのキャリアをスタートさせた。続けて『Ek Aur Kohinoor』の製作にも参加するが、同作は途中で製作が中断している。この他にクク・コーリが監督した『Suhaag』『Haqeeqat』『Zulmi』の製作に参加し、『Suhaag』ではアクシャイ・クマールのボディダブルも務めている。また、アニーズ・バーズミーの『Pyaar To Hona Hi Tha』、チェタン・アーナンドの『Hindustan Ki Kasam』、アニル・デーヴガンの『Raju Chacha』の製作にも参加している。
2003年に『Zameen』で監督デビューし、『Phool Aur Kaante』以来複数の映画で仕事を共にしたアジャイ・デーヴガンを主演に起用した。同作の興行成績は平均的な結果に終わっている。2006年にアジャイ・デーヴガン、アルシャード・ワールシー、トゥシャール・カプール、シャルマン・ジョーシーを起用した『Golmaal: Fun Unlimited』を監督し、同作の成功により映画界での地位を確立した。2008年1月に『Sunday』、同年10月に『Golmaal Returns』、2009年に『All the Best: Fun Begins』、2010年に『Golmaal 3』を監督した。2011年に監督した『Singham』ではディレクションとアクションシークエンス、主演のデーヴガンの演技が高く評価された。2012年にアジャイ・デーヴガン、アビシェーク・バッチャンを起用した『Bol Bachchan』を監督し、興行的な成功を収めた。
2013年にシャー・ルク・カーン、ディーピカー・パードゥコーンを起用した『チェンナイ・エクスプレス 〜愛と勇気のヒーロー参上〜』を監督した。同作はブロックバスターを記録し、当時のボリウッド映画歴代興行成績第1位、海外歴代興行成績第3位となった。また、公開初日の歴代興行成績、単日興行成績公開週末興行成績、興行収入10億ルピー及び20億ルピー最速達成記録など多くの歴代興行成績を更新した。ローヒトも批評家から高く評価され、フィルムフェア賞 監督賞にノミネートされた。
2014年に監督した『Singham Returns』では、アジャイ・デーヴガンと共同プロデューサーも務めた。同年にはアクシャイ・クマールの後任としてテレビ番組『Fear Factor: Khatron Ke Khiladi』の司会者に就任した。2015年にシャー・ルク・カーン、カジョールを起用した『Dilwale』を監督し、興行的な成功を収めた。2017年にアジャイ・デーヴガン、パリニーティ・チョープラーを起用した『Golmaal Again』を監督し、同作はブロックバスターを記録し、2017年のボリウッド映画興行成績第5位となった。

## フィルモグラフィ

### 映画
- Zameen（2003年） - 監督
- Golmaal: Fun Unlimited（2006年） - 監督
- Sunday（2008年） - 監督
- Golmaal Returns（2008年） - 監督
- All the Best: Fun Begins（2009年） - 監督
- Golmaal 3（2010年） - 監督
- Singham（2011年） - 監督
- Bol Bachchan（2012年） - 監督
- チェンナイ・エクスプレス 〜愛と勇気のヒーロー参上〜（2013年） - 監督
- Singham Returns（2014年） - 監督、プロデューサー、原案
- Dilwale（2015年） - 監督
- Ranveer Ching Returns（2016年） - 監督
- Golmaal Again（2017年） - 監督、プロデューサー、原案
- シンバ（英語版）（2018年） - 監督、プロデューサー
- Sooryavanshi（2020年） - 監督、プロデューサー

### テレビシリーズ
- Comedy Circus（2009年-2011年） - 審査員[22]
- Big Switch（2012年） - ゴッドファーザー[23]
- Fear Factor: Khatron Ke Khiladi 5（2014年） - 司会者[24]
- Fear Factor: Khatron Ke Khiladi 6（2015年） - 司会者[25]
- Fear Factor: Khatron Ke Khiladi 8（2017年） - 司会者[26]
- India's Next Superstars（2018年） - 審査員[27]
- Little Singham（2018年-） - プロデューサー[28]
- Fear Factor: Khatron Ke Khiladi 9（2019年） - 司会者[29]
- Golmaal Jr.（2019年-） - プロデューサー[30]
- Bigg Boss 13（2019年） - ゲスト[31]
- Fear Factor: Khatron Ke Khiladi 10（2020年） - 司会者[32]